# Al-Kāfirūn
Al-Kafirun (arabisch الكافرون, DMG al-Kāfirūn ‚Die Ungläubigen‘) ist die 109. Sure des Korans. Nach überwiegender Meinung der Exegeten wurde sie in Mekka offenbart. Dahingegen bezeichnet u. a. Ibn Abbas sie nach einer von zwei Aussagen als medinensisch. Als eine der kürzesten Suren umfasst sie sechs Verse.

## Offenbarung und Rezitation
Zum Grund ihrer Offenbarung heißt es in den Überlieferungen des Propheten Mohammed, eine Gruppe hochrangiger Koreischiten sei zu Mohammed gekommen und habe ihm angeboten, ihn zum reichsten Mann Mekkas zu machen, ihn heiraten zu lassen, wen er wolle und ihm den Vorrang einzuräumen, wenn er aufhöre, ihre Götzen zu „beleidigen“. Ansonsten böten sie ihm an, dass er ein Jahr lang ihre Götter anbete und sie im Gegenzug ein Jahr lang seinen Gott. Als Reaktion darauf sei diese Sure offenbart worden und ebenso die Verse 39:64-66.
Laut einem Hadith nach Abdullah ibn Umar habe Mohammed auf einer Reise das Frühgebet mit seinen Gefährten verrichtet und darin die Suren al-Kāfirūn und al-Ichlas rezitiert. Danach habe er gesagt: „Ich habe euch ein Drittel und ein Viertel des Korans verlesen.“ Aufgrund dieser Überlieferung wird die Rezitation der Sure al-Kāfirūn mit derer eines Drittels des Korans gleichgesetzt, nach anderen Hadithen mit der eines Viertels.
Der Prophet Mohammed soll die Suren al-Kafirun und al-Ichlas im Gebet nach der Umkreisung der Kaaba (طواف / ṭawāf) und dem Gebet vor dem Frühgebet rezitiert haben.
Abū l-Qāsim at-Tabarānī überliefert, dass Mohammed empfahl, vor dem Schlafen die Sure al-Kafirun zu rezitieren, da sie vom Schirk befreie.

## Übersetzung
„(1) Sag: Ihr Ungläubigen! (2) Ich verehre nicht, was ihr verehrt, (3) und ihr verehrt nicht, was ich verehre. (4) Und ich verehre nicht, was ihr (bisher immer) verehrt habt, (5) und ihr verehrt nicht, was ich verehre. (6) Ihr habt eure Religion, und ich die meine.“

## Interpretation
Vers 1: Die Anweisung „Sag!“ richtet sich an den Propheten Mohammed, der aufgefordert wird, zu verkünden. Die Wortwahl „Ihr Ungläubigen“ schließt zwar alle diejenigen auf der Welt ein, die nicht den Islam befolgen, aber angesprochen sind mit dieser Sure die Ungläubigen der Koreischiten.
Vers 2: Gott befiehlt Mohammed, sich vom Glauben der Koreischiten vollständig loszusprechen.
Vers 3: In diesem und dem fünften Vers hat das Wort „was“ (mā) die Bedeutung von „wen“ (man); gemeint ist die Anbetung Gottes allein und ohne Partner. Den Polytheisten wird vorgeworfen, nicht den Befehlen und Gesetzen Gottes zu gehorchen, sondern vielmehr etwas Ausgedachtem zu folgen. Dies steht im Einklang mit 53:23:

„Sie gehen nur Vermutungen nach und dem, wonach (ihnen) der Sinn steht, wo doch die Rechtleitung von ihrem Herrn zu ihnen gekommen ist.“

Vers 4: Im Zuge der Lossprechung vom Polytheismus (Vers 2) distanziert sich Mohammed ausdrücklich von den Anbetungsformen der Koreischiten.
Vers 5: Dieser Vers stellt eine wörtliche Wiederholung des dritten Verses dar. Diese Wiederholung dient der Bekräftigung, wie an diversen Stellen im Koran (78:4-5, 94:5-6).
Eine zweite Deutung für die Wiederholung ist, dass die Koreischiten mehrere Male mit dem genannten Vorschlag an Mohammed herangetreten sind. Aus dieser wiederkehrenden Handlung heraus findet die zweite Nennung statt.
Vers 6: Der Vers steht im Einklang mit 28:55:

„Uns kommen (bei der Abrechnung) unsere Werke zu, und euch die euren.“